# Công tước xứ Aosta
Vào giữa thế kỷ 13, Hoàng đế La Mã Thần thánh nhà Hohenstaufen là Friedrich II đã biến Bá quốc Aosta thành một công quốc; quyền lực của nó được chuyển sang quốc huy nhà Savoy cho đến khi nước Ý thống nhất vào năm 1870. Khu vực này vẫn là một phần của lãnh thổ Savoy, ngoại trừ trong thời kỳ bị Pháp chiếm đóng vào năm 1539-1563. Danh hiệu Công tước Aosta đã được trao cho các vị thân vương khác nhau của nhà Sardegna, những đứa con thứ hai của quốc vương trị vì. Tước vị này có thể sánh ngang với Công tước York của Anh, Công tước Orléans của Pháp, Công tước Södermanland của Thụy Điển và Công tước Albany của Scotland. Nó vẫn còn trong nhánh của Vương công Amedeo xứ Savoia, con trai thứ hai của vua Victor Emanuel II của Ý, vì ông là vị hoàng thân con thứ đầu tiên từ trước tới giờ được Công tước Aosta để lại cho người thừa kế nam. Các tước hiệu phụ của Công tước Aosta là từ di sản của Maria Vittoria dal Pozzo, mẹ của Công tước Emanuele Filiberto, Vương công della Cisterna và Belriguardo, Hầu tước Voghera và Bá tước Ponderano. Ponderano được thành lập vào năm 1559, Voghera năm 1618; Cisterna và Belriguardo thành thân vương quốc vào năm 1670. Danh hiệu này đã được sử dụng từ tháng 7 năm 2006 bởi con trai của Amedeo là Vương công Aimone, Công tước Apulia (sinh năm 1967), người kết hôn với Công chúa Olga của Hy Lạp, con gái út của Hoàng tử Michael của Hy Lạp và Đan Mạch.

## Công tước Aosta, 1701–1715
| Tên gọi                             | Chân dung | Sinh                                                                                          | Kết hôn | Mất                                                   |
| ----------------------------------- | --------- | --------------------------------------------------------------------------------------------- | --- | ----------------------------------------------------- |
| Vương công Carlo Emanuele 1701–1715 |           | 27 April 1701 Cung điện Hoàng gia Turin thứ nam của Victor Amadeus II và Anne Marie d'Orléans | (1) Anne Christine xứ Palatinate-Sulzbach 15 tháng 3 năm 1722 Vercelli một con trai (2) Polyxena xứ Hesse-Rotenburg 20 tháng 8 năm 1724 Toruń sáu đứa con (3) Elisabeth Therese xứ Lorraine 1 tháng 4 năm 1737 Cung điện Hoàng gia Turin ba đứa con | 27 tháng 4 năm 1701 Cung điện Hoàng gia Turin 71 tuổi |

## Công tước Aosta, 1723–1725
| Tên gọi                              | Chân dung | Sinh | Kết hôn              | Mất                                                  |
| ------------------------------------ | --------- | --- | -------------------- | ---------------------------------------------------- |
| Vương công Vittorio Amedeo 1723–1725 |           | 7 tháng 3 năm 1723 Cung điện Hoàng gia Turin con trai duy nhất của Charles Emmanuel III và Anne Christine xứ Palatinate-Sulzbach | chưa bao giờ kết hôn | 11 tháng 8 năm 1725 Cung điện Hoàng gia Turin 2 tuổi |

## Công tước Aosta, 1731–1735
| Tên gọi                                 | Chân dung | Sinh | Kết hôn              | Mất                                                  |
| --------------------------------------- | --------- | --- | -------------------- | ---------------------------------------------------- |
| Vương công Emanuele Filiberto 1731–1735 |           | 17 tháng 5 năm 1731 Cung điện Hoàng gia Turin thứ nam của Charles Emmanuel III và Polyxena xứ Hesse-Rotenburg | chưa bao giờ kết hôn | 23 tháng 4 năm 1735 Cung điện Hoàng gia Turin 3 tuổi |

## Công tước Aosta, 1738–1745
| Tên gọi                              | Chân dung | Sinh | Kết hôn              | Mất                                                  |
| ------------------------------------ | --------- | --- | -------------------- | ---------------------------------------------------- |
| Vương công Carlo Francesco 1738–1745 |           | 1 tháng 12 năm 1738 Cung điện Hoàng gia Turin trưởng nam của Charles Emmanuel III và Elisabeth Therese xứ Lorraine | chưa bao giờ kết hôn | 25 tháng 3 năm 1745 Cung điện Hoàng gia Turin 6 tuổi |

## Công tước Aosta, 1759–1802
| Tên gọi                                | Chân dung | Sinh | Kết hôn                                                                             | Mất                                         |
| -------------------------------------- | --------- | --- | ----------------------------------------------------------------------------------- | ------------------------------------------- |
| Vương công Vittorio Emanuele 1759–1802 |           | 24 tháng 7 năm 1759 Cung điện Hoàng gia Turin thứ nam của Victor Amadeus III và Maria Antonia Ferdinanda của Tây Ban Nha | Maria Theresa của Áo-Este 25 tháng 4 năm 1789 Cung điện Hoàng gia Turin bảy đứa con | 10 tháng 1, 1824 Lâu đài Moncalieri 64 tuổi |

## Công tước Aosta, 1845–nay
| Tên gọi                                 | Chân dung   | Sinh | Kết hôn | Mất                                                  |
| --------------------------------------- | ----------- | --- | --- | ---------------------------------------------------- |
| Vương công Amedeo 1845–1890             |             | 30 tháng 5 năm 1845 Cung điện Hoàng gia Turin thứ nam của Victor Emmanuel II và Adelheid Franziska của Áo | (1) Maria Vittoria dal Pozzo 30 tháng 5 năm 1863 Cung điện Hoàng gia Turin ba con trai (2) Maria Letizia Bonaparte 11 tháng 9 năm 1888 Cung điện Hoàng gia Turin một con trai | 18 tháng 1, 1890 Cung điện Hoàng gia Turin 44 tuổi   |
| Vương công Emanuele Filiberto 1890–1931 |             | 13 tháng 1, 1869 Genoa trưởng nam của Amedeo và Maria Vittoria dal Pozzo                                  | Hélène d'Orléans 25 tháng 6 năm 1895 Nhà thờ Thánh Raphael, Kingston upon Thames hai con trai                                                                                 | 4 tháng 7 năm 1931 Cung điện Hoàng gia Turin 62 tuổi |
| Vương công Amedeo 1931–1942             |             | 21 tháng 10 năm 1898 Cung điện Hoàng gia Turin trưởng nam của Emanuele Filiberto và Hélène d'Orléans      | Anne d'Orléans 5 tháng 11 năm 1927 Napoli hai con gái | 3 tháng 3 năm 1942 Nairobi 43 tuổi                   |
| Vương công Aimone 1942–1948             |             | 9 tháng 3 năm 1900 Cung điện Hoàng gia Turin thứ nam của Emanuele Filiberto và Hélène d'Orléans           | Irene của Hy Lạp và Đan Mạch 1 tháng 7 năm 1939 Florence một con trai | 29 tháng 1 năm 1948 Buenos Aires 47 tuổi             |
| Vương công Amedeo 1948–nay              | không khung | 27 tháng 9 năm 1943 Florence con trai duy nhất của Aimone và Irene của Hy Lạp và Đan Mạch                 | (1) Claude d'Orléans 22 tháng 7 năm 1964 Sintra, Bồ Đào Nha ba đứa con (2) Silvia Paternò di Spedalotto 30 tháng 3 năm 1987 Villa Spedalotto chưa có con cái                  | còn sống                                             |

## Nữ Công tước Aosta
| Hình ảnh    | Tên gọi                      | Cha                                                                  | Sinh                 | Kết hôn             | Từ                                | Đến                                            | Mất                  | Chồng              |
| ----------- | ---------------------------- | -------------------------------------------------------------------- | -------------------- | ------------------- | --------------------------------- | ---------------------------------------------- | -------------------- | ------------------ |
|             | Maria Theresa của Áo-Este    | Archduke Ferdinand của Áo-Este (Áo-Este)                             | 1 tháng 11 năm 1773  | 21 tháng 4 năm 1789 | 21 tháng 4 năm 1789               | 4 tháng 6 năm 1802 trở thành Nữ hoàng Sardegna | 29 tháng 3 năm 1832  | Vittorio Emanuele  |
|             | Maria Vittoria dal Pozzo     | Charles Emmanuel dal Pozzo della Cisterna (Pozzo)                    | 9 tháng 8 năm 1847   | 30 tháng 5 năm 1863 | 30 tháng 5 năm 1863               | 8 tháng 11 năm 1876                            | 8 tháng 11 năm 1876  | Amedeo I           |
|             | Maria Letizia Bonaparte      | Napoléon Joseph Charles Paul Bonaparte (Bonaparte)                   | 20 tháng 11 năm 1866 | 11 tháng 9 năm 1888 | 11 tháng 9 năm 1888               | 18 tháng 1, 1890 chồng mất                     | 25 tháng 10 năm 1926 | Amedeo I           |
|             | Hélène xứ Orléans            | Philippe, Bá tước Paris (Orléans)                                    | 13 tháng 6 năm 1871  | 25 tháng 6 năm 1895 | 25 tháng 6 năm 1895               | 4 tháng 7 năm 1931 chồng mất                   | 21 tháng 1 năm 1951  | Emanuele Filiberto |
| không khung | Anne xứ Orléans              | Jean, Công tước Guise (Orléans)                                      | 5 tháng 8 năm 1906   | 5 tháng 11 năm 1927 | 4 tháng 7 năm 1931 chồng kế nhiệm | 3 tháng 3 năm 1942 chồng mất                   | 19 tháng 3 năm 1986  | Amedeo II          |
|             | Irene của Hy Lạp và Đan Mạch | Konstantinos I của Hy Lạp (Schleswig-Holstein-Sonderburg-Glücksburg) | 13 tháng 2 năm 1904  | 1 tháng 7 năm 1939  | 3 tháng 3 năm 1942 chồng kế nhiệm | 29 tháng 1 năm 1948 chồng mất                  | 15 tháng 4 năm 1974  | Aimone             |
| không khung | Claude xứ Orléans            | Henri, Bá tước Paris (Orléans)                                       | 11 tháng 12 năm 1943 | 22 tháng 7 năm 1964 | 22 tháng 7 năm 1964               | 8 tháng 1 năm 1987 hôn nhân bị bãi bỏ          | còn sống             | Amedeo III         |
| không khung | Silvia Paternò di Spedalotto | Vincenzo Paternò di Spedalotto, 6th Marchese di Regiovanni           | 31 tháng 12 năm 1953 | 30 tháng 3 năm 1987 | 30 tháng 3 năm 1987               | đương nhiệm                                    | còn sống             | Amedeo III         |